# 鷹 (映画)
『鷹』（たか、原題：Baaz）は、1953年に公開されたインドの映画。グル・ダットが監督を務め、同時に初主演作となった。

## キャスト
- ニーシャ・N・ダス - ギーター・バーリー（英語版）
- ラージ・クマール・ラヴィ - グル・ダット
- バルボッサ将軍 - K・N・シン（英語版）
- ロシタ - カルディプ・カウル（英語版）
- ニーシャの友人 - ヤショードラ・カジュ
- ラージ・マタ - ルビー・マイヤーズ（英語版）
- ジャスワント - ラーム・シン
- 女王 - サロチャナ
- 宮廷占星術師 - ジョニー・ウォーカー（英語版）
- ラムザン・アリ・サウダガル - ジャンキダス（英語版）
- ムトゥ - ムールチャンド（英語版）
- あんま師 - トゥン・トゥン（英語版）

## サウンドトラック
1. "Jo Dil Ki Baat" - モヒド・ラフィ
2. "Tare Chandni Afsane Sama" - ギータ・ダット
3. "Aye Dil Aye Deewane" - ギータ・ダット
4. "Zara Saamne Aa" - ギータ・ダット
5. "Aye Watan Ke Naujawan" - ギータ・ダット
6. "Jaago Jaago Savera Hua" - ギータ・ダット
7. "Mujhe Dekho" - タラト・マフムード
8. "Pyaar ka Kanta" - ギータ・ダット